# 알제리 항공의 운항 노선
2016년 9월 기준, 알제리 항공의 운항 노선이다.

## 운항 노선

### 아프리카

#### 서아프리카
- 니제르
  - 니아메 - 디오리 하마니 국제공항
- 말리
  - 바마코 - 세노우 국제공항
- 모리타니
  - 누악쇼트 - 누악쇼트 국제공항
- 부르키나파소
  - 와가두구 - 와가두구 공항
- 세네갈
  - 다카르 - 레오폴 세다르 상고르 국제공항
- 코트디부아르
  - 아비장 - 포르부에 공항

#### 북아프리카
- 모로코
  - 카사블랑카 - 모하메드 V 국제공항
- 알제리
  - 알제 - 우아리 부메디엔 국제공항 허브
  - 샬레프 - 샬레프 국제공항
  - 자네트 - 자네트 국제공항
  - 콩스탕틴 - 모하메드 보디아프 국제공항 포커스 시티
  - 가르다이아 - 노우메르트 모프디 자키라 공항
  - 라그아트 - 메크랑 공항
  - 마스카라 - 그리스 공항
  - 메케이라 - 메케이라 공항
  - 바트나 - 몬테스파 벤 볼레이드 공항
  - 베라지 바지 무크타르 - 베라지 무크타르 공항
  - 베샤르 - 보드진 벤 알리 로프티 공항
  - 베자이아 - 숨맘 아바네 공항
  - 비스크라 - 비스크라 공항
  - 세티프 - 아인 알나트 공항
  - 아드라르 - 투아트-셰이크 시디 모하메드 벨키비르 공항
  - 엘골레아 - 엘골레아 공항
  - 엘바야드 - 엘 바야드 공항
  - 엘웨드 - 엘웨드 공항
  - 안나바 - 라바 비타트 공항
  - 오랑 - 오랑 에스 세니아 공항 제2 허브
  - 우아르글라 - 아인 베이다 공항
  - 인살라 - 인살라 공항
  - 인아메나스 - 인아메나스 공항
  - 일리지 - 타카하말트 공항
  - 타만라세트 - 아겐나르 하지 베이 마카목 공항
  - 타히르 - 지젤 페르핫 압바스 공항
  - 테베사 - 셰이크 라비 테베사 공항
  - 투구르트 - 시디 마흐디 공항
  - 틀렘센 - 제나타 메살리 엘 하지 공항
  - 티미문 - 티미문 공항
  - 티아레트 - 아벤하피드 보소프 보우 셰키프 공항
  - 틴두프 - 틴두프 공항
  - 하시메사우드 - 오에드 이라-키림 벨카셈 공항
- 이집트
  - 카이로 - 카이로 국제공항
- 튀니지
  - 튀니스 - 튀니스 카르타고 국제공항

### 유럽

#### 서유럽
- 영국
  - 런던 - 런던 히드로 국제공항
- 프랑스
  - 파리 - 샤를 드 골 국제공항
  - 파리 - 파리 오를리 공항 포커스 시티
  - 니스 - 니스 코트다쥐르 국제공항
  - 리옹 -  생택쥐페리 국제공항
  - 뮐루즈 - 바젤 뮐루즈 프라이부르크 국제공항
  - 낭시 - 낭시 로레인 공항
  - 릴 - 릴 공항
  - 마르세유 - 마르세유 프로방스 공항
  - 몽펠리에 - 몽펠리에 메디테라니 공항
  - 보르도 - 보르도 블라냑 공항
  - 툴루즈 - 툴루즈 블라냑 공항
- 독일
  - 프랑크푸르트 - 프랑크푸르트 국제공항
  - 프라이부르크 - 바젤 뮐루즈 프라이부르크 국제공항
- 벨기에
  - 브뤼셀 - 브뤼셀 국제공항

#### 중유럽
- 스위스
  - 제네바 - 제네바 국제공항
  - 바젤 - 바젤 뮐루즈 프라이부르크 국제공항
- 오스트리아
  - 빈 - 빈 국제공항

#### 남유럽
- 스페인
  - 마드리드 - 마드리드 바하라스 국제공항
  - 바르셀로나 - 바르셀로나 엘프라트 국제공항
  - 알리칸테 - 알리칸테 공항
  - 팔마데마요르카 - 팔마데마요르카 공항
- 이탈리아
  - 로마 - 레오나르도 다 빈치 국제공항
  - 밀라노 - 밀라노 말펜사 국제공항
- 튀르키예
  - 이스탄불 - 아타튀르크 국제공항
  - 이스탄불 - 사비하괵첸 국제공항
- 포르투갈
  - 리스본 - 리스본 포르텔라 국제공항
  - 포르투 - 포르투 공항

#### 동유럽
- 러시아
  - 모스크바 - 셰레메티예보 국제공항
- 헝가리
  - 부다페스트 - 부다페스트 페리 헤지 국제공항

### 아메리카

#### 북아메리카
- 캐나다
  - 몬트리올 - 몬트리올 피에르 엘리오트 트뤼도 국제공항

## 단항 노선

### 아시아

#### 서남아시아
- 시리아
  - 다마스쿠스 - 다마스쿠스 국제공항
- 아랍에미리트
  - 샤르자 - 샤르자 국제공항

### 아프리카

#### 북아프리카
- 리비아
  - 트리폴리 - 트리폴리 국제공항

### 유럽

#### 서유럽
- 독일
  - 베를린 - 베를린 쇠네펠트 국제공항
- 룩셈부르크
  - 룩셈부르크 시티 - 룩셈부르크 핀델 국제공항

#### 중유럽
- 스위스
  - 취리히 - 취리히 국제공항

#### 동유럽
- 체코
  - 프라하 - 프라하 바츨라프 하벨 국제공항